# Harpalus affinis
Harpalus affinis (Schrank, 1781) è un coleottero appartenente alla famiglia dei Carabidae.

## Descrizione
Si presenta come un coleottero di dimensioni medio-piccole, che vanno da 9 a 12 mm, circa. Presenta una livrea verde metallica, o bronzata, più lucente nei maschi e più opaca nelle femmine con delle striature verticali sulle elitre. È in grado di volare.

## Biologia
Sono animali notturni e sono attivi tutto l'anno. Gli adulti sono onnivori ma si nutrono soprattutto di vegetali mentre le larve sono predatrici di collemboli e altri piccoli artropodi. Predilige ambienti secchi e si può trovare facilmente sotto le pietre.

## Distribuzione
È diffuso in tutta l'Europa ad eccezione della Sicilia.